# Grand Prix van Rio de Janeiro 1947
De Grand Prix van Rio de Janeiro 1947 was een autorace die werd gehouden op 21 april 1947 op het circuit van Gávea in Rio de Janeiro.

## Uitslag
| Positie | Rijder          | Team       | Ronden | Tijd/Opgave | Startplaats |
| ------- | --------------- | ---------- | ------ | ----------- | ----------- |
| 1       | Chico Landi     | Alfa Romeo | 15     | 2:03:14.5   | 2           |
| 2       | Luigi Villoresi | Maserati   | 15     | +5:52.9     | 1           |
| 3       | "Raph"          | Maserati   | 14     | +1 ronde    |             |
| 4       | Hélio Ramos     | Maserati   | 14     | +1 ronde    | 6           |
| NF      | Achille Varzi   | Alfa Romeo | 6      |             | 7           |
| NF      | Gino Bianco     | Maserati   |        |             | 3           |
| NF      | Henrique Casini | MG         |        |             |             |
| NF      | Ruben Abrunhosa | MG         |        |             | 5           |
| NF      | Santa Mauro     | MG         |        |             | 4           |